# Verica Ambrozi
Verica Ambrozi (ur. 14 lipca 1951) – serbska lekkoatletka, sprinterka. W czasie swojej kariery reprezentowała Jugosławię.
Zdobyła dwa brązowe medale na europejskich igrzyskach halowych w 1969 w Belgradzie: w sztafecie 4 × 1 okrążenie (w składzie: Darja Marolt, Ambrozi, Ljiljana Petnjarić i Marijana Lubej) oraz w sztafecie szwedzkiej 1+2+3+4 okrążenia (w składzie: Ambrozi, Ika Maričić, Mirjana Kovačev i Ninoslava Tikvicki).
Rekord życiowy Ambrozi w biegu na 100 metrów wynosił 12,0 s (2 lipca 1967 w Osijeku), a w biegu na 200 metrów 24,6 s (21 czerwca 1969 w Zagrzebiu).